# 1888年逝世人物列表
1888年逝世人物列表：1月 - 2月 - 3月 - 4月 - 5月 - 6月 - 7月 - 8月 - 9月 - 10月 - 11月 - 12月
下面是1888年逝世的知名人士列表。

## 1月

### 1月7日
- 戈拉姆·阿裡·喬杜里，孟加拉地主和慈善家[1]

### 1月19日
- 安東·德·巴里，德國生物學家

### 1月20日
- 威廉·彼特·巴林格，德克薩斯州律師，南方政治家

### 1月29日
- 愛德華·利爾，英國藝術家、作家

### 1月31日
- 約翰·博斯科，義大利神父、青年工作者、教育家和慈幼會創始人

## 2月

### 2月3日
- 亨利·緬因爵士，英國法學家

### 2月5日
- 安东·莫夫，荷蘭畫家

### 2月22日
- 安娜·金斯福德，英國女權活動家

### 2月24日
- 塞思·金曼，美國獵人、定居者

## 3月

### 3月6日
- 露意莎·梅·奧爾柯特，美國小說家[2]
- 約瑟夫·潘契奇，塞爾維亞植物學家

### 3月9日
- 威廉一世，普魯士國王

### 3月12日
- 亨利·伯格，美國防止虐待動物協會創始人

### 3月16日
- 希波呂特·卡諾，法國政治家

### 3月23日
- 莫里森·韦特，美國首席大法官

### 3月27日
- 弗朗切斯科·法阿·迪·布魯諾，義大利數學家

### 3月29日
- 查理斯·瓦倫丁·阿爾坎，法國作曲家、鋼琴家

## 4月

### 4月4日
- 艾瑪·伊莉莎白·史密斯，白教堂謀殺案受害者

### 4月14日
- 埃米爾·齊爾尼亞斯基，波蘭化學家

### 4月15日
- 马修·阿诺德，英國詩人

### 4月17日
- 以法蓮·喬治·斯奎爾，美國考古學家、報紙編輯

### 4月19日
- 湯瑪斯·羅素·克蘭普頓，英國工程師

## 5月

### 5月6日
- 亞伯拉罕·約瑟夫·阿什，美國拉比[3]

### 5月11日
- 弗雷德里克·米勒，德國出生的美國釀酒商和商人

### 5月15日
- 埃德溫·漢密爾頓·大衛斯，美國考古學家、醫生

### 5月19日
- 朱利葉斯·洛克威爾，美國政治家

### 5月26日
- 阿斯卡尼奥·索布雷洛，義大利化學家

## 6月

### 6月7日
- 埃德蒙·勒伯夫，法國將軍，法國元帥

### 6月8日
- 鄧肯·卡梅倫爵士，英國陸軍上將

### 6月15日
- 腓特烈三世，普魯士國王

### 6月23日
- 埃德蒙·格尼，英國心理學家

## 7月

### 7月1日
- 盧德米爾的少女，猶太宗教領袖

### 7月4日
- 西奧多·斯托姆，德國作家

### 7月9日
- 扬·布兰德，奧蘭治自由州第四任總統

### 7月20日
- 保羅·朗格漢斯，德國病理學家、生物學家

## 8月

### 8月5日
- 菲利普·谢里登，美國將軍

### 8月7日
- 瑪莎·塔布拉姆，可能是開膛手傑克的第一個受害者

### 8月9日
- 查理斯·克羅斯，法國詩人

### 8月16日
- 约翰·彭伯顿，美國藥劑師，可口可樂創始人

### 8月20日
- 亨利·理查，威爾士和平活動家

### 8月23日
- 菲力浦·亨利·戈斯，英國科學家

### 8月24日
- 魯道夫·克勞修斯，德國物理學家，熱力學貢獻者

### 8月31日
- 瑪麗·安·尼科爾斯，開膛手傑克

## 9月

### 9月6日
- 約翰·萊斯特·沃爾拉克，美國戲劇家

### 9月8日
- 安妮·查普曼，開膛手傑克的受害者

### 9月11日
- 多明戈·福斯蒂诺·萨米恩托，阿根廷政治家、作家和教育之父

### 9月23日
- 弗朗索瓦·阿奇里·巴讚，法國將軍

### 9月24日
- 卡爾·馮·普蘭特爾，德國哲學家

### 9月30日
- 凱薩琳·埃德維斯，開膛手傑克的受害者
- 伊丽莎白·斯特赖德（Elizabeth Stride），開膛手傑克的受害者

## 10月

### 10月16日
- 霍雷肖·斯帕福德，美國讚美詩《我的靈魂很好》
- 約翰·溫特沃斯，芝加哥市長

### 10月26日
- 威廉·湯瑪斯·漢密爾頓，美國政治家

## 11月

### 11月1日
- 尼古拉·普尔热瓦尔斯基，俄羅斯探險家

### 11月9日
- 玛丽·简·凯利，開膛手傑克的第五個也是最後一個確認的受害者

### 11月10日
- 喬治·賓厄姆，第三代盧肯伯爵，英國軍官和貴族

### 11月11日
- 佩德羅·南庫佩爾（Pedro Ñancúpel），活躍在巴塔哥尼亞峽灣和海峽的智利海盜。他被處決了。[4]

### 11月13日
- 何塞·瑪麗亞·迪亞斯，西班牙浪漫主義劇作家和記者

### 11月17日
- 多拉·德·伊斯特拉，羅馬尼亞／阿爾巴尼亞作家和民族主義者

### 11月24日
- 西塞羅·普萊斯，美國準將

## 12月

### 12月2日
- 纳米克·凯末尔，土耳其愛國詩人、社會改革家

### 12月3日
- 卡爾·蔡司，德國配鏡師，卡爾·蔡司股份公司創始人

### 12月10日
- 威廉·勒羅伊，美國海軍上將

### 12月20日
- 羅斯·邁利特，白教堂謀殺案受害者

### 12月24日
- 米哈伊尔·洛里斯-梅利科夫，俄羅斯政治家，將軍

### 12月31日
- 參孫·拉斐爾·赫希，德國拉比
- 約翰·韋斯科特，美國測量師和政治家

## 日期不詳
- 卡羅琳·霍華德·吉爾曼，美國作家